# Cressier, Fribourg
Cressier là một đô thị trong huyện See thuộc bang Fribourg ở Thụy Sĩ. Tên cũ tiếng Đức là Grissach  nay ít được sử dụng.